# Золотослобідська сільська рада
Золотослобідська́ сільська́ ра́да — адміністративно-територіальна одиниця та орган місцевого самоврядування в Козівському районі Тернопільської області. Адміністративний центр — село Золота Слобода.

## Загальні відомості
- Територія ради: 0,267 км²
- Населення ради: 901 особа (станом на 2001 рік)
- Територією ради протікає річка Тудинка

## Населені пункти
Сільській раді були підпорядковані населені пункти:
- с. Золота Слобода

## Склад ради
Рада складалася з 15 депутатів та голови.
- Голова ради: Мидло Ігор Романович
- Секретар ради: Головата Надія Романівна

### Керівний склад попередніх скликань
| Прізвище, ім'я, по батькові | Основні відомості                                                               | Дата обрання | Дата звільнення |
| --------------------------- | ------------------------------------------------------------------------------- | ------------ | --------------- |
| Богай Ярослав Андрійович    | Сільський голова, 1969 року народження, безпартійний                            | 26.03.2006   | 31.10.2010      |
| Мидло Ігор Романович        | Сільський голова, 1970 року народження, освіта середня спеціальна, безпартійний | 31.10.2010   |                 |

Примітка: таблиця складена за даними сайту Верховної Ради України

### Депутати
За результатами місцевих виборів 2010 року депутатами ради стали:

#### За суб'єктами висування
| Суб'єкт висування | Кількість обраних депутатів | %   |
| ----------------- | --------------------------- | --- |
| Самовисування     | 15                          | 100 |

#### За округами
| № округу | Прізвище, ім'я, по батькові    | Дата визнання обраним | Освіта             | Партійна приналежність | Відомості про обраного депутата                 |
| -------- | ------------------------------ | --------------------- | ------------------ | ---------------------- | ----------------------------------------------- |
| 1        | Гуцал Василь Григорович        | 02.11.2010            | вища               | позапартійний          | Золотослобідська загальноосвітня школа, вчитель |
| 2        | Головатий Роман Ярославович    | 02.11.2010            | середня спеціальна | позапартійний          | підприємець                                     |
| 3        | Головата Надія Романівна       | 02.11.2010            | вища               | позапартійна           | Золотослобідська с/р, секретар                  |
| 4        | Мидло Василь Ігорович          | 02.11.2010            | середня спеціальна | позапартійний          | тимчасово не працює                             |
| 5        | Чорний Петро Васильович        | 02.11.2010            | середня            | позапартійний          | Львівська залізниця, монтер                     |
| 6        | Запотічний Роман Володимирович | 02.11.2010            | середня спеціальна | позапартійний          | тимчасово не працює                             |
| 7        | Гарасівка Володимир Богданович | 02.11.2010            | вища               | позапартійний          | тимчасово не працює                             |
| 8        | Мандзій Андрій Романович       | 02.11.2010            | середня спеціальна | позапартійний          | підприємець                                     |
| 9        | Реблян Михайло Васильович      | 02.11.2010            | середня спеціальна | позапартійний          | тимчасово не працює                             |
| 10       | Пришляк Андрій Дмитрович       | 02.11.2010            | середня спеціальна | позапартійний          | «Тернопі ль МАЗ сервіс», механік                |
| 11       | Мандзій Андрій Романович       | 02.11.2010            | середня спеціальна | позапартійний          | тимчасово не працює                             |
| 12       | Запотічний Володимир Ігорович  | 27.01.2013            | середня спеціальна | позапартійний          |                                                 |
| 13       | Гльомба Роман Євгенович        | 02.11.2010            | середня спеціальна | позапартійний          | Технічний коледж, студент                       |
| 14       | Шубала Роман Ярославович       | 27.01.2013            | незакінчена вища   | позапартійний          |                                                 |
| 15       | Пеленьо Володимир Васильович   | 02.11.2010            | середня спеціальна | позапартійний          | тимчасово не працює                             |